# ستيف لاسي
ستيف لاسي (بالإنجليزية: Steve Lacy)‏ هو منافس ألعاب قوى أمريكي، ولد في 17 يناير 1956 في مك فارلاند في الولايات المتحدة.

## وصلات خارجية
- ستيف لاسي على موقع الاتحاد الدولي لألعاب القوى (الإنجليزية)
- ستيف لاسي على موقع أوليمبيديا (الإنجليزية)